# Jorge Isaac Anaya
Jorge Isaac Anaya (Bahía Blanca, 27 de septiembre de 1926-Buenos Aires, 9 de enero de 2008) fue un militar argentino que ejerció de miembro de la Junta Militar entre 1981 y 1982, juntamente con Leopoldo Fortunato Galtieri y Basilio Arturo Ignacio Lami Dozo.
Se vio absuelto en el Juicio a las Juntas. Después en 1986 recibió una condena de 14 años de prisión y destitución por su conducción en el conflicto armado de 1982. En 1989 se vio beneficiado por los indultos realizados por Carlos Menem. En los hechos, la destitución de Anaya nunca se hizo efectiva y continuó cobrando su haber como militar retirado. La razón de esta situación fáctica no ha sido explicada oficialmente y ha sido materia de discusión.

## Biografía
Jorge Isaac Anaya nació el 27 de septiembre de 1926 en Bahía Blanca, hijo de un médico boliviano y de madre argentina. Cursó la educación media en el Liceo Militar «General San Martín». Cursó al mismo tiempo que lo hacían Leopoldo Fortunato Galtieri y Raúl Ricardo Alfonsín. Influenciado por su padre, decidió ingresar en la Escuela Naval Militar el 26 de enero del año 1944, cuando contaba con 18 años de edad. Fue parte de la misma promoción de Carlos Castro Madero y Luis Pedro Horacio Sánchez Moreno.
Jorge Anaya estaba casado con Nélida Sánchez Loira con quien tuvo dos hijos: Jorge y Guillermo. Este último es oficial del Ejército Argentino y participó en la guerra de Malvinas.
Cuatro años después de haber ingresado en la Escuela Naval Militar egresó en 1948 con el rango de guardiamarina. Fue el segundo de la promoción, detrás de Carlos Castro Madero.
En 1955, cuando ostentaba el rango de teniente de navío, apoyó y participó en el derrocamiento del Gobierno de Juan Domingo Perón, dando inicio a la Revolución Libertadora y a un largo período de proscripción del peronismo.
Posteriormente ascendió a capitán de corbeta. Durante este período prestó sus servicios en la dirección de armamentos de la Escuela de Guerra Naval y también fue el segundo comandante de la fragata ARA Azopardo y comandante del patrullero ARA King.
Al ser ascendido a capitán de fragata fue destinado a la Dirección General del Personal Naval en la agregaduría naval en Francia, también lo hizo en la Escuela Superior Interfuerzas del mismo país europeo y finalmente en el Estado Mayor General de la Armada. También fue comandante del destructor ARA Rosales, ejerció la jefatura de comunicaciones del Comando Naval y fue jefe del departamento N.º 3 de la jefatura de política y estrategia.
Una vez promovido a capitán de navío se desempeñó como titular del Departamento de Operaciones del Comando de Operaciones Navales, fue titular también de: el Estado Mayor del Comando Naval, de la Segunda División de Destructores y finalmente fue derivado a la Dirección General del Personal Naval.
Cuando asciende a contralmirante fue agregado naval en el Reino Unido, luego fue jefe de la Comisión Naval en Europa y ulteriormente ejerció la titularidad de la Dirección General del Personal Naval y del Comando Naval.
El 31 de diciembre de 1977, se lo promovió a vicealmirante. Le fue otorgada la jefatura del Estado Mayor General de la Armada tiempo después de ascender a vicealmirante, tras el pase a retiro de Emilio Eduardo Massera en 1978.
A bordo de la nave ARA Bahía Aguirre llevó a cabo varios trabajos hidrográficos de astronomía, triangulación, sondeos y topografía en la Antártida Argentina.
Jorge Isaac Anaya estudió Ingeniería en Telecomunicaciones en la Facultad de Ciencias Físicas y Naturales de la Universidad de Buenos Aires aprobando los cursos de oficial de guardia antisubmarina, oficial de alta montaña invernal y oficial de orientación de comunicaciones.
Se desempeñó como docente en la Escuela Naval Militar y en la Escuela de Guerra Naval.
Hacia 1977, era comandante de la Flota de Mar.
En 1978, pasó ser director general de Personal Naval; y en 1980 asumió como jefe del Estado Mayor General de la Armada.

### Miembro de la Junta Militar
El 11 de agosto de 1981, el comandante en jefe de la Armada, almirante Armando Lambruschini, anunció su sucesor. El elegido fue el vicealmirante Jorge Isaac Anaya, en detrimento del vicealmirante Alberto Gabriel Vigo. La postulación de Anaya fue apadrinada por Emilio Eduardo Massera.
El 11 septiembre, pasando a retiro el almirante Lambruschini, Anaya ascendió a almirante y juró como comandante en jefe de la Armada. La asunción de Anaya significaba en la interna naval una fuerte influencia del almirante Massera.
En 1982, durante la guerra de las Malvinas ideó, planeó y comandó la Operación Algeciras, por el cual fuerzas comando argentinas planearon el hundimiento de un buque británico en Gibraltar que fracasó a pocas horas de realizarse.
Pasó a retiro el 1 de octubre de 1982 y nombró en su lugar al vicealmirante Rubén Oscar Franco quién ascendió a almirante y comandaría la marina de guerra hasta el regreso de la democracia en la Argentina.

### Enjuiciamiento
En 1985, fue acusado en el Juicio a las Juntas por haber integrado una de las Juntas y fue absuelto de un delito de privación ilegítima de la libertad; tormentos, reducción a servidumbre, encubrimiento, usurpación y falsedad ideológica que le imputaba el fiscal. Cargos de los cuales, años más tarde —durante el Gobierno de Néstor Kirchner—, volvió a ser juzgado. En estos casos no se aplica el principio jurídico que veda la persecución penal múltiple, pues se trataba de distintos hechos (otras víctimas) y de delitos de lesa humanidad.
La comisión Rattenbach informó sobre el comportamiento de Anaya como comandante en jefe responsabilizándolo de numerosas faltas. Por ello, el Consejo Supremo de las Fuerzas Armadas le impuso una condena de 14 años de prisión retirándole el grado militar. Posteriormente, la justicia civil redujo la sentencia a 12 años, la misma que Galtieri y Lami Dozo.
Posteriormente, en 1989, el presidente Carlos Menem indultó a los tres militares, recuperando estos sus respectivos grados militares.
En 1997, el juez español Baltasar Garzón solicitó la detención y extradición de 45 militares argentinos y un civil a quienes procesó por genocidio, terrorismo de Estado y someter a torturas a presos políticos durante el régimen de facto que gobernó en Argentina entre 1976 y 1983. Entre ellos se encontraba Jorge Anaya. El pedido fue rechazado varias veces por el gobierno argentino alegando el principio de territorialidad.
El 27 de julio de 2003, el presidente Néstor Kirchner mediante el Decreto 420/03 modificó el criterio de rechazo de las extradiciones sustentado hasta ese momento ordenando «obligatoriedad del trámite judicial» solicitado por la Justicia española, y abriendo así el camino a la extradición efectiva de los militares requeridos.
En agosto de 2003, el entonces presidente de España, José María Aznar, ordenó no continuar con el proceso de extradición de los solicitados por crímenes durante la dictadura argentina. Esta decisión fue anulada por la Corte Suprema de España en 2005, ordenando continuar adelante con las extradiciones solicitadas por Garzón.